# Conus olgae
Conus olgae é uma espécie de gastrópode do gênero Conus, pertencente à família Conidae.